# Brivido giallo
Brivido giallo, sous-titré Gli incubi di Lamberto Bava (litt. « Frisson polar : Les Cauchemars de Lamberto Bava »), est une collection de 4 téléfilms gialli italiens de 90 minutes, créée par Lamberto Bava,  pour la première fois en France dans Les Accords du Diable du 11 novembre 1988 au 12 décembre 1988 dans Les Accords du Diable sur La Cinq. Puis en Italie, du 8 août 1989 au 29 août 1989 sur Italia 1. 

## Synopsis
Cette série est une anthologie d'horreur réalisée par Lamberto Bava.

## Épisodes
1. L'Antichambre de l'enfer (Una notte al cimitero), réal. Lamberto Bava, diffusé le 12 décembre 1988[1] sur La Cinq
2. L'Auberge de la vengeance (Per sempre), réal. Lamberto Bava, diffusé le 21 novembre 1988[2] sur La Cinq
3. La Maison de l'ogre (La casa dell'orco), réal. Lamberto Bava,  diffusé le 7 novembre 1989[3] sur La Cinq
4. Le Château de Yurek (A cena col vampiro), réal. Lamberto Bava, diffusé le 11 novembre 1988[4] sur La Cinq